# Archivio di Stato di Reggio Emilia
L'Archivio di Stato di Reggio Emilia è l'ufficio periferico del Ministero dei beni e delle attività culturali e del turismo che per legge conserva la documentazione storica prodotta dagli enti pubblici della provincia di Reggio nell'Emilia e per deposito volontario, custodia temporanea, donazione o acquisto ogni altro archivio o raccolta documentaria di importanza storica.
Ha sede nel Palazzo Carmi.

## Storia
L'Archivio di Stato di Reggio Emilia fu istituito nel gennaio 1887 come Archivio generale provinciale ad opera del Comune, della Provincia, dell'Amministrazione delle opere pie, del Consorzio delle bonificazioni reggiane e del Consorzio di bonifica Parmigiana Moglia. Con r.d. 20 marzo 1892, n. 222 - su richiesta degli enti fondatori - l'istituto fu eretto in Archivio di Stato a decorrere dal successivo 1º luglio. Successivamente classificato come Sezione di Archivio di Stato dalla l. 22 dicembre 1939, n. 2006, ha riassunto la denominazione di Archivio di Stato a seguito dell'emanazione del d.p.r. 30 settembre 1963, n. 1409.
Oltre alla documentazione prodotta dai locali organi di governo preunitari e dagli uffici statali periferici postunitari, l'istituto conserva l'archivio storico comunale del capoluogo. L'Archivio antico, termine con il quale si indicano le carte comunali inerenti al periodo sino al 1796, viene trasferito nel 1864 dalla Torre del Bordello nel palazzo S. Giorgio, in locali adiacenti alla biblioteca e affidato alla custodia del bibliotecario Prospero Viani. L'Amministrazione comunale ha attuato diversi tentativi di riordinamento, il più importante dei quali venne portato a termine nel 1877 da Giovanni Livi; l'archivio così riordinato fu affidato all'archivista Ippolito Malaguzzi. Nel 1887 venne costituito l'Archivio generale provinciale che ha come dotazione iniziale oltre agli archivi pubblici delle opere pie e della Provincia anche l'Archivio antico o Archivio privato del pubblico come viene definito l'archivio del Comune. Successivamente vennero versate anche le carte prodotte dal Comune di Reggio dal 1797 al 1803, segnando in tal modo la demarcazione tra la documentazione antica e quella successiva al 1803, anno in cui viene adottato dal Comune il titolario di classificazione napoleonico. Nel 1888 venne versato nell'Archivio generale provinciale anche il carteggio amministrativo comunale dal 1803 al 1859 e infine, nel 1898 venne effettuato l'ultimo versamento dall'archivio di deposito comunale all'ormai costituito Archivio di Stato, consistente nel carteggio classificato e registri di protocollo degli anni dal 1860 al 1884.
L'istituto ebbe la sua prima sede nel settecentesco Palazzo San Giorgio, già appartenente alla Compagnia di Gesù, dove fin dal 1864 erano stati collocati l'archivio storico del Comune di Reggio Emilia e l'archivio notarile; dal 1969 occupa il maestoso e vasto fabbricato della eminente famiglia ebraica Carmi, edificato a metà sec. XIX da Luigi Croppi e affrescato con tempere che decorano le sale di rappresentanza del piano nobile, oggi piano uffici e Sala di studio. L’Archivio dispone inoltre di un deposito nell’antico convento del Corpus Domini, precedentemente adibito a carcere..

## Patrimonio
Oltre alla documentazione prodotta dai locali organi di governo preunitari e dagli uffici statali periferici postunitari, l'Archivio di Stato conserva l'archivio storico comunale del capoluogo, gli archivi di altri centri del reggiano, l'archivio storico della Camera di commercio, gli archivi notarili, gli archivi delle corporazioni religiose soppresse e numerosi archivi di famiglia.